# KNVB Beker beloften
De KNVB Beker beloften is een Nederlandse bekercompetitie voor elftallen uit de beloftecompetitie.
De reserve-elftallen van profclubs speelden van 1981/82 tot en met 1996/97 mee in het toernooi om de districtsbeker. In dat laatste jaar krijgen ze een eigen KNVB-beker.
Met ingang van het seizoen 2001/2002 veranderden de reserve-elftallen in belofte-elftallen met een leeftijdsgrens en worden de teams aangeduid met het voorvoegsel Jong.
Tot seizoen 2009/10 speelde de winnaar van de KNVB Beker beloften het daaropvolgende seizoen mee in de KNVB Beker, maar met ingang van seizoen 2010/11 spelen er geen belofteteams meer in de KNVB Beker.
In 2012 werd er door de clubs voor een nieuwe competitieopzet voor de belofteteams gekozen. De ploegen uit de Eredivisie en Eerste divisie werden samengevoegd en verdeeld over drie poules van acht teams. Van augustus tot en met oktober wordt er dan een enkele competitie afgewerkt, waarna de bovenste en onderste vier van elke poule een normale competitie afwerken van oktober tot en met mei. Als het ware dus een Eredivisie en een eerste divisie. Doordat het speelschema hierdoor voller werd, werd het bekertoernooi geschrapt.
Nadien is de bekercompetitie voor beloften weer in ere hersteld. In 2018 pakte Jong SC Cambuur die titel na winst op Jong PEC Zwolle.

## Winnaars
- 1998 Jong Vitesse[bron?]
- 1999 Jong ADO Den Haag[bron?]
- 2000 Jong FC Utrecht[bron?]
- 2001 Jong PSV[bron?]
- 2002 Jong Vitesse[bron?]
- 2003 Jong Ajax[bron?]
- 2004 Jong Ajax¹[bron?]
- 2005 Jong PSV[bron?]
- 2006 Jong RKC Waalwijk[bron?]
- 2007 Jong sc Heerenveen²[bron?]
- 2008 Jong PSV[bron?]
- 2009 Jong De Graafschap[3]
- 2010 Jong FC Utrecht[4]
- 2011 Jong Vitesse/AGOVV[5]
- 2012 Jong Ajax[6]
- 2018 Jong SC Cambuur[2]
- 2019 ?
- 2020 Geen toernooi i.v.m. coronapandemie
- 2021 Geen toernooi i.v.m. coronapandemie
- 2022 ?
- 2023 Jong PEC Zwolle[7]
- 2024 Jong Feyenoord[8]

¹ Jong Feyenoord plaatst zich als bekerfinalist voor de KNVB Beker

² Jong Stormvogels/Telstar plaatst zich als bekerfinalist voor de KNVB Beker